# Aleksej Zacharov
Aleksej Zacharov (in russo Алексе́й Захаров?; Alexei Zakharov secondo la traslitterazione anglosassone; Nižnij Novgorod, 5 settembre 1984) è un disc jockey e produttore discografico russo, noto soprattutto per la sua musica di X (serie di videogiochi): X²: La minaccia, X³: Reunion, X³: Terran Conflict e X: Rebirth, simulatori spaziali sviluppati dalla società tedesca Egosoft.
Ha lavorato nell'industria della musica per più di 14 anni e non ha ricevuto alcuna educazione musicale: ha imparato tutto da solo, dalle basi musicali dell'armonia e dell'ingegneria audio fino al profondo della fisica dei suoni.
All'età di 12 anni ha iniziato il suo modo di intendere "basi di musica elettronica" e ha costruito un piccolo studio a casa con tutto l'hardware necessario per comporre e registrare qualsiasi tipo di musica. Ha provato anche molti generi musicali: dal nu-metal alla trance, new Age e anche pezzi in stile neoclassico registrati con l'orchestra classica.
Come musicista ha anche diverse uscite su etichette come: Bonzai, Akustika, Shah Musica, Blue Soho.

## Le esperienze con Egosoft
Essendo appassionato delle serie X-Universe ha scritto un paio di tracce che ha spedito alla Egosoft e lo hanno subito accolto e ne è diventato il produttore musicale.